# Komutacja ATM
Komutacja ATM – odmiana komutacji pakietów, w której pakiety zastąpiono krótkimi komórkami o stałej długości, co pozwala na sprzętową realizacje komutacji. Z komutacją łączy wiąże komutacje ATM konieczność zestawiania połączenia między stacjami końcowymi, przed rozpoczęciem przesyłania informacji użytkowej, tzn. zapewnienia (w sensie statycznym) dostępności zasobów sieci (łączy, buforów w węzłach) w czasie przesyłania tej informacji. W komutacji komórek  ATM są aktualizowane wartości wirtualnych ścieżek i kanałów (VPI/VCI).